# Cratère de Brent
Pour les articles homonymes, voir Brent.

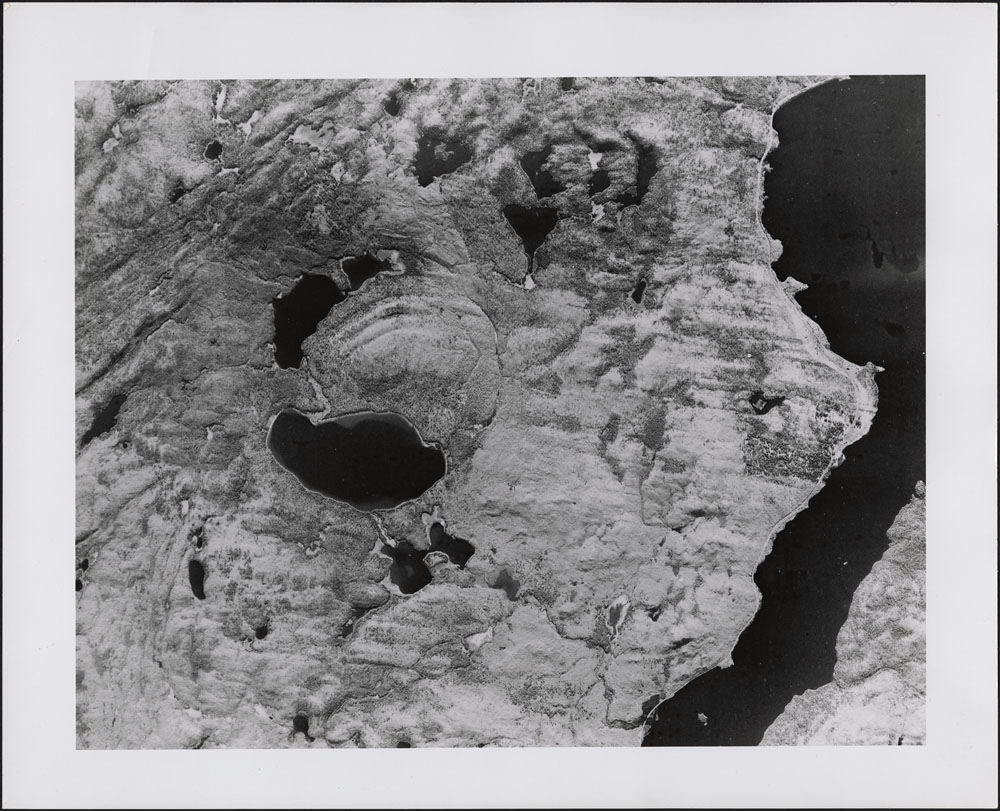
Photo aérienne du cratère de Brent

Le cratère de Brent est un cratère d'impact situé à l'est de l'Ontario, dans le Parc provincial Algonquin.
Il a un diamètre de 3,8 km et a été identifié en 1951 à partir de photographies aériennes. Son âge est estimé à 396 millions d'années.

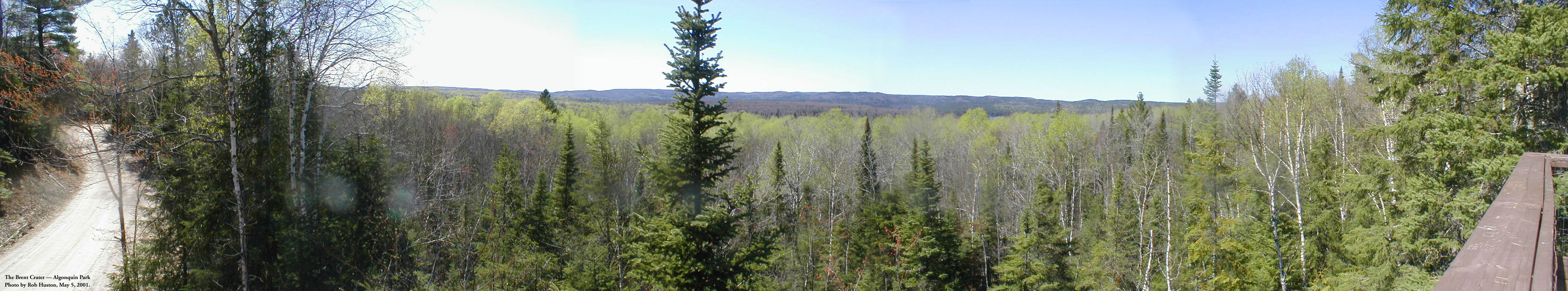
Vue panoramique du site du cratère